# Calliandra eriophylla
Espèce
Classification phylogénétique
Calliandra eriophylla  est une espèce de plantes à fleurs de la famille des Fabaceae. C'est un arbuste pérenne originaire du sud-ouest des États-Unis et du nord du Mexique. Comme d'autres espèces du genre Calliandra, il est parfois appelé « arbre aux houppettes ».

## Description morphologique

### Appareil végétatif
Calliandra eriophylla est un buisson bas non épineux, de 20 à 120 cm de hauteur,, aux branches nombreuses. Les feuilles sont composées, alternes, bipennées en deux à quatre paires de groupes principaux, eux-mêmes divisés en 5 à 10 paires de folioles. Ces folioles, couverts d'un duvet grisâtre, ont une forme oblongue et mesurent environ 5 mm de long pour moins de 2 mm de largeur,.

### Appareil reproducteur
La floraison survient entre février et mai, ou entre avril et juillet.
La fleur à la forme d'une houpette d'un rose profond, de 5 cm de diamètre, constituée de nombreuses étamines (au moins 20) d'une longueur de 2 cm, dont la couleur va du blanc au rose violacé soutenu. Le calice et la corolle, constitués chacun de 5 pièces, sont minuscules (quelques millimètres) et rougeâtres. le style est rouge, un peu plus long que les étamines. Le fruit est une gousse plate, brune à maturité, de 5 cm de long environ. Ces gousses couvertes d'un fin duvet s'ouvrent en deux valves et contiennent d'une à plusieurs graines lisses,,.
La reproduction se fait par graines, mais il est possible de pratiquer le bouturage sur cette espèce, ou la repousse à partir de racines. Cette espèce possède 2 n = 16 chromosomes.

## Répartition et habitat
Cette plante vit dans les steppes et déserts, du sud-ouest des États-Unis (sud de la Californie et de l'État du Nouveau-Mexique) au nord, jusqu'au nord du Mexique, au sud.
Elle préfère les sols à texture grossière et à pH basique.
C'est un arbuste résistant à la chaleur et à la sécheresse et appréciant les sols calcaires. Il nécessite beaucoup de lumière mais tolère un ombrage partiel.

## Rôle écologique
Le feuillage de Calliandra eriophylla fournit une bonne source de nourriture pour les animaux herbivores sauvages,. Les fleurs, productrices de nectar, attirent les insectes butineurs et les colibris ; les graines sont consommées par les colins de Californie. De plus, le système racinaire dense de cet arbuste lui confère un rôle important dans la limitation de l'érosion des sols

## Systématique
Cette espèce a été décrite en 1844 par le botaniste britannique George Bentham dans le "London Journal of Botany". Elle s'est aussi vu attribuer les appellations Feuilleea eriophylla (Benth.) Kuntze en 1891 et Anneslia eriophylla (Benth.) Britton en 1894, mais ces deux appellations sont considérées comme non valides.
Selon ITIS, il existe deux sous-espèces:
- Calliandra eriophylla var. chamaedrys Isely 1972

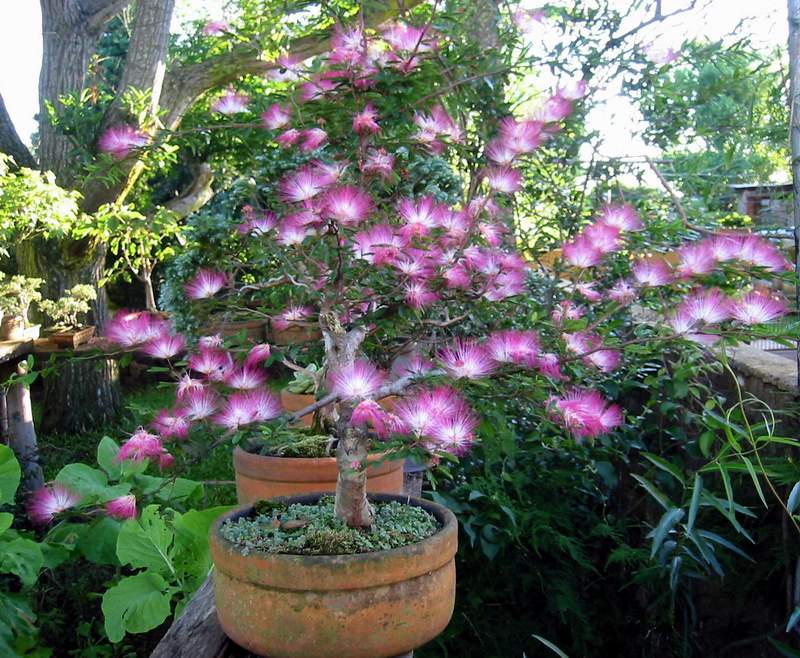
Calliandra eriophylla en Bonsaï.

- Calliandra eriophylla var. eriophylla Benth. 1844